# Stanisław Małysiak
Stanisław Małysiak ps. „Sęp” (ur. 5 maja 1925 w Ślemieniu, zm. 1 kwietnia 2017) – polski duchowny rzymskokatolicki, protonotariusz apostolski, infułat, kanonik krakowskiej kapituły katedralnej, partyzant Armii Krajowej w trakcie II wojny światowej. 

## Życiorys
Po wybuchu II wojny światowej znalazł się pod okupacją niemiecką i został wraz z rodziną przesiedlony do Majdana Kasztelańskiego na Zamojszczyźnie, gdzie pracował w młynie. Działał w Związku Walki Zbrojnej, a następnie w Armii Krajowej. Początkowo przynależał do plutonu Brzeziny i uczył się w szkole partyzanckiej. W latach 1942–1944 był partyzantem w 9. Pułku Legionów Ziemi Zamojskiej, biorąc udział w szeregu akcji bojowych na terenie Zamojszczyzny, w tym między innymi bitwie w Puszczy Solskiej, będącej wynikiem niemieckiej akcji przeciwpartyzanckiej Sturmwind II. Jeszcze w 1944 został schwytany przez Niemców i osadzony w obozie przejściowym w Zwierzyńcu, skąd został przewieziony do obozu w Lublinie, z którego zdołał zbiec. Na wniosek swojego dowódcy Konrada Bartoszewskiego ps. „Wir”, został za działalność partyzancką odznaczony Krzyżem Walecznych (order otrzymał dopiero po transformacji systemowej w Polsce). 
Po ustaniu działań wojennych w regionie, w 1944 kontynuował naukę w gimnazjum w Zamościu, zaś w 1945 wyjechał do Krakowa, aby uniknąć aresztowania przez funkcjonariuszy Urzędu Bezpieczeństwa w Zamościu. W Krakowie, Małysiak ukończył gimnazjum, wstąpił do Seminarium Krakowskiego, a w 1952 ukończył studia na Wydziale Teologicznym Uniwersytetu Jagiellońskiego i otrzymał święcenia kapłańskie.  
W latach 1952–1957 pełnił posługę kapłańską w Niegowici, następnie w latach 1957–1963 był wikariuszem parafii w Kobierzynie oraz kapelanem tamtejszego szpitala psychiatrycznego, zaś od 1963 aż do śmierci związany był z Bazyliką Mariacką w Krakowie. Od lat 50. XX wieku był również pracownikiem duszpasterstwa krakowskiej kurii metropolitalnej, w ramach którego pełnił między innymi funkcję sekretarza oraz przewodniczącego Wydziału Duszpasterstwa Ogólnego Kurii Metropolitalnej Krakowskiej. Był bliskim współpracownikiem kolejnych arcybiskupów krakowskich Karola Wojtyły i Franciszka Macharskiego, a także założycielem Wydawnictwa św. Stanisława (z własnym ośrodkiem poligraficznym). W okresie stanu wojennego ks. Stanisław Małysiak piastował funkcję przewodniczącego Arcybiskupiego Komitetu Pomocy Więźniom i Internowanym. 
W 1990 został powołany przez ks. kar. Franciszka Macharskiego na kapelana organizacji kombatanckich Armii Krajowej w Krakowie. Był kanonikiem Krakowskiej Kapituły Katedralnej. W 2002 został odznaczony Brązowym Medalem Cracoviae Merenti. Nabożeństwo żałobne ku jego czci odbyło się 6 kwietnia 2017 w kościele Mariackim w Krakowie, zaś pochowany został na cmentarzu Rakowickim.